# Sanmina-SCI
Sanmina Corporation est un groupe américain basé à San José (Californie), coté au NASDAQ sous le code SANM.

## Activité
Sanmina-SCI Corporation est spécialisé dans les prestations de sous-traitance électronique à destination des secteurs de l'informatique, du multimédia, de l'automobile, de la défense, de l'aérospatial et du médical. L'activité du groupe s'articule essentiellement autour de 4 pôles :
- conception et fabrication de cartes de circuits imprimés ;
- conception et production de systèmes et de sous-systèmes électroniques ;
- assemblages optoélectroniques et de câbles ;
- prestations de services : prestations d'intégration, de maintenance, d'ingénierie, etc.

Sanmina-SCI est implanté en Asie, Amérique du Nord et du Sud, Europe, mais ce sont les pays dits à bas coûts qui sont privilégiés pour ses activités de fabrication, au prix de l'abandon de sites industriels même récemment achetés. En France, l'entreprise s'est spécialisée dans le rachat d'usines pour le travail en sous-traitance (Alcatel, Hewlett-Packard, Nortel, Philips…), avant de les fermer toutes tour à tour : Grenoble, Châteaudun, L'Isle-d'Abeau, Tourlaville-Cherbourg.
Ses revenus 2007 (10,4 milliards USD) sont inférieurs à ceux de 2006 (11 milliards USD). De lourdes pertes ont été annoncées pour le 4e trimestre fiscal 2007.

## Dirigeants
- Président-directeur général : Jure Sola